# Пыльное
остановочная платформа Пыльное — упразднённый посёлок в Агаповском районе Челябинской области. На момент упразднения входил в состав Буранного сельсовета. Исключен из учётных данных в 1979 г.

## География
Располагался на востоке района, у одноимённого остановочной платформы Южно-Уральской железной дороги, в 3,5 км (по прямой) к юго-востоку от посёлка Буранный.

## История
Населённый пункт возник в 1930-е годы в связи со строительством железнодорожной платформы на линии Карталы I — Магнитогорск Южно-Уральской железной дороги.
По данным на 1970 год посёлок остановочная платформа Пыльное входил в состав Буранного сельсовета.
Исключен из учётных данных Решением Челябинского облисполкома No 378-2 от 18. 09. 1979 года.

## Население
Согласно результатам переписи 1970 года в посёлке проживало 33 человека.